# Malin Aminoff
Malin Aminoff (gift Holmer), född 20 februari 1918 i Matteus församling i Stockholm, död 24 maj 2011 i Västerleds församling, var en svensk arkitekt. 
Aminoff studerade vid Kungliga Tekniska Högskolan (KTH) i Stockholm mellan 1938 och 1942. Under 1940-talet var hon anställd hos arkitekt Åke Prone och Carl och Hans Åkerblad. Från 1955 bedrev hon egen arkitektverksamhet i Stockholm till 1972 då hon anställdes vid Statens planverk, sedermera som avdelningsdirektör. 

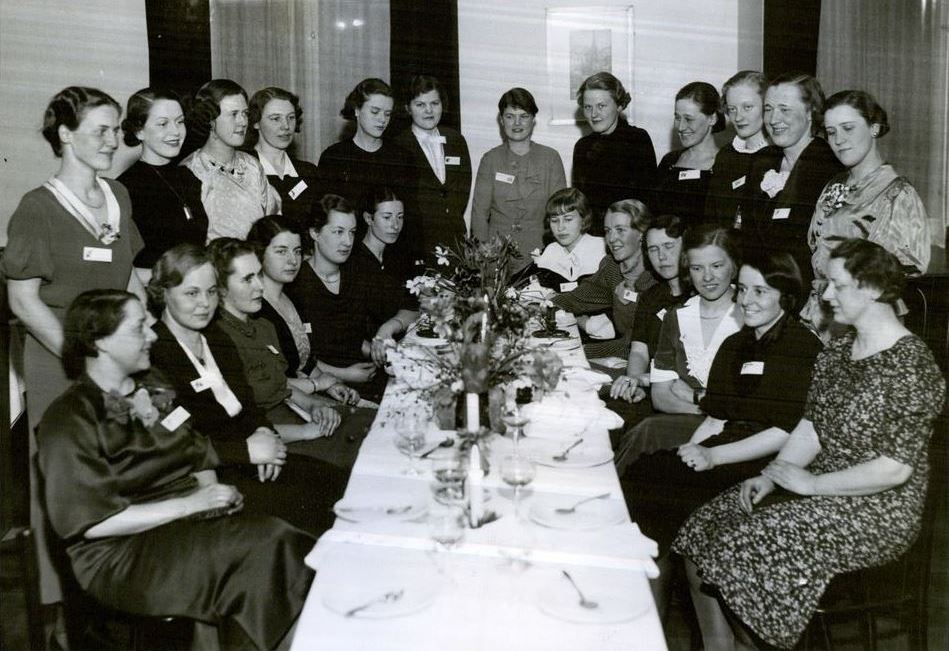
Bild från Kvinnliga teknologers sammanslutnings medlemssammankomst

Malin Aminoff var aktiv i Kvinnliga Teknologers Sammanslutning som kassör 1939 och vice ordförande 1940 samt ordförande 1941–1942. Hon är begravd på Norra begravningsplatsen utanför Stockholm.